# کوزمینوفکا (شهرستان کوگارچینسکی، باشقیرستان)
کوزمینوفکا (انگلیسی: Kuzminovka, Kugarchinsky District, Republic of Bashkortostan) یک شهرک در شهرستان کوگارچینسکی جمهوری باشقیرستان در کشور روسیه است.